# Этельред II (король Мерсии)
Этельред II (англ. Æthelred II, умер в 912) — король Мерсии (879—883) и элдормен Мерсии (883—912).

## Биография
Этельред был избран королём Мерсии в 879 году. Примерно в это время Альфред Великий и датский правитель Гутрум заключили соглашение о разделе Англии. Западная Мерсия оказалась включенной в сферу влияния англосаксов. Около 883 года Этельред признал себя вассалом Альфреда и в дальнейшем правил Мерсией как элдормен.
Пользуясь близостью своих владений к Уэльсу, Этельред неоднократно ходил в походы против его правителей. Кампания 881 года закончилась неудачей. Анарауд разбил мерсийцев, назвав эту свою победу «местью Бога за Родри», убитого англосаксами тремя годами ранее. Позже действия Этельреда в Уэльсе были более успешными, и короли Гвента даже просили Альфреда укротить своего не в меру агрессивного вассала.
В 886 году Этельред получил от Альфреда в управление только что отвоёванный у датчан Лондон.
В 910 году Этельред участвовал в победе над викингами при Теттенхолле как вассал Эдуарда Старшего. От полученных в бою ран Этельред вскоре скончался, завещав титул элдормена своей супруге Этельфледе Мерсийской.